# 海典居
海典居（英語：Villa Oceania）是香港沙田区的一个低密度海景豪宅。
海典居的居住密度較低，7座住宅大廈只是10餘層高，提供551伙，主攻面積介乎1,200餘至1,400餘方呎四房戶，不少飽覽吐露港及八仙嶺山海景色。
每層有1至4伙住宅單位，4房1套兩廁連工人房，3房1套及2房1廁，覆式等，共551伙。海典居1998年入伙，發展商為信和置業，居苑臨近馬鞍山公園及馬鞍山海濱長廊。

## 鄰近
- 馬鞍山公共圖書館及體育館
- 雅典居
- 新港城
- 富輝花園
- 海柏花園

## 交通
| 交通路線列表                                          |
| ----------------------------------------------------- |
| 港鐵 - █ 屯馬綫：馬鞍山站A1出口、恆安站（步行10分鐘） |